# Audrey Landers

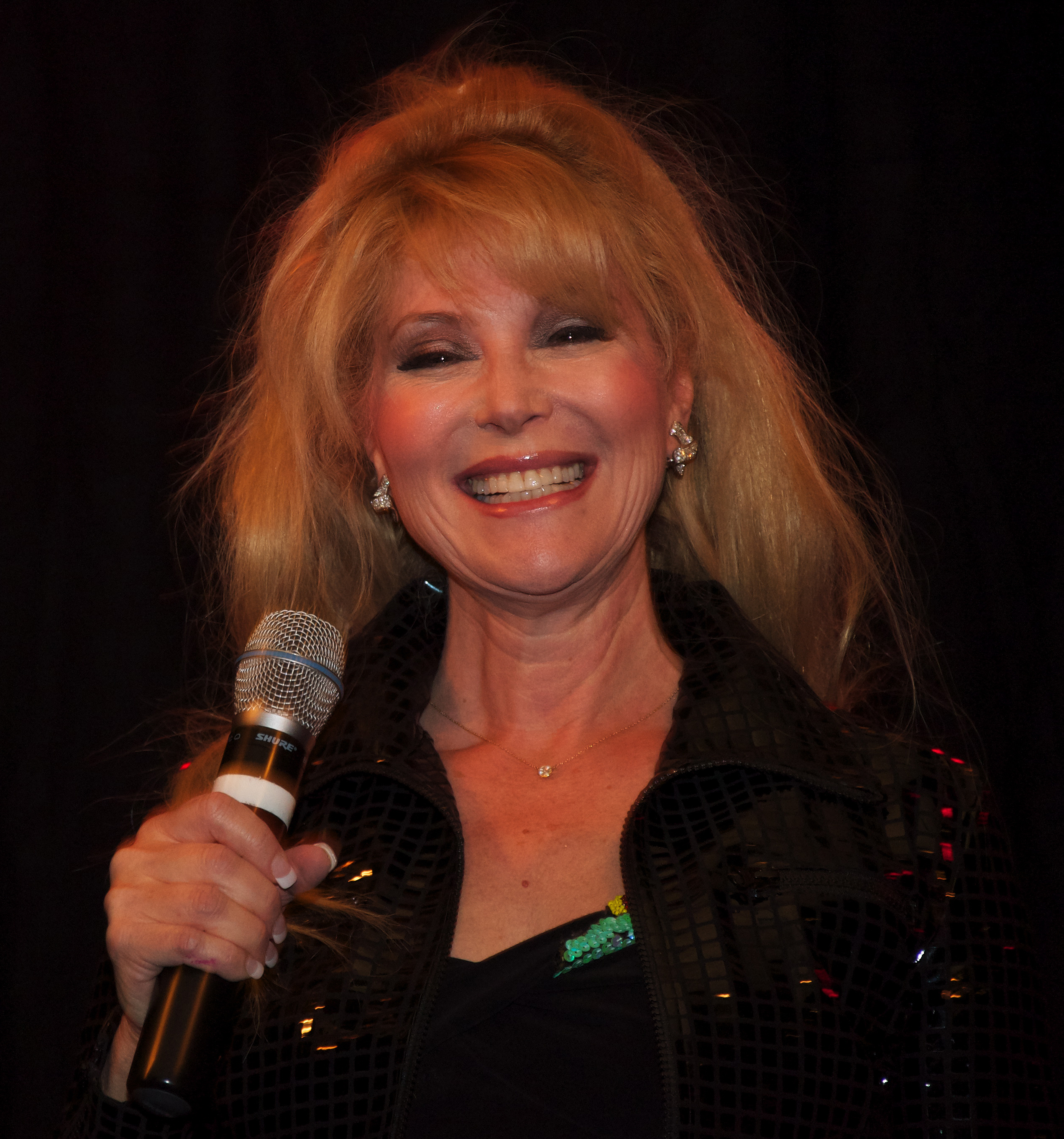
Audrey Landers

Audrey Landers, geboren als Audrey Hamburg (Philadelphia, 18 juli 1956), is een Amerikaanse actrice en zangeres. Ze is het bekendst van haar rol van Afton Cooper in de soapserie Dallas.
Landers debuteerde op 12-jarige leeftijd met een countrylied dat ze zelf geschreven had, hierdoor kreeg ze een contract bij Epic Records, mocht ze optreden in de Merv Griffin-show en een jaar lang een rol in de soapserie The Secret Storm. Als tiener acteerde ze ook nog in de serie Somerset en studeerde muziek aan de Juilliard School in New York. Aan de Columbia-universiteit haalde ze een diploma in de psychologie. Haar filmdebuut kwam er in 1978 in The Tennessee Stallion samen met haar jongere zus Judy Landers.
Na haar school verhuisde ze naar Los Angeles en kreeg zo haar rol in de serie Dallas die ze van 1981 tot 1984 speelde, in 1989 keerde ze kort terug. In de vier seizoenen Dallas was deze serie de nummer één bij de kijkers voor drie seizoenen en één keer nummer twee. Ze speelde verder nog in films en gastrollen in serie. In de nieuwe serie Dallas (seizoen 2, 2013), heeft ze nogmaals een gastrol als Afton Cooper.
In 1978 had ze een gastrol in Battlestar Galactica: The Young Lords. Ze speelde Miri, wier vader in hun kasteel zat gevangen door de Cylons. In 1985 speelde ze de rol van Val Clarke in de muziekfilm A Chorus Line. In 2018 speelde ze mee in de tv-film Love at Sea.
Als zangeres en componiste haalde ze tien gouden platen, vier gouden albums en twee platina albums.

## Familie
Ze is de oudere zus van actrice Judy Landers en heeft ook al verschillende malen met haar geacteerd. Samen met Judy verscheen ze op de omslag van Playboy van januari 1983.
In 1988 trouwde ze met een zakenman, met wie ze in 1993 een tweeling kreeg. Een van haar kinderen (Daniel) deed in 2011 mee aan de Nederlandse versie van X Factor.
Audrey en Judy Landers bedachten samen met hun moeder Ruth Landers de bekroonde musical en kindertelevisieserie The Huggabug Club.

## Singles
- 1983: Manuel Goodbye
- 1983: Little River
- 1984: Playa Blanca
- 1984: Honeymoon in Trinidad
- 1984: Mi Amor (met Camilo Sesto)
- 1985: Summernight in Rome
- 1985: Paradise Generation
- 1985: Jim, Jeff & Johnny
- 1986: Yellow Rose of Texas
- 1986: Tennessee nights (mama chiquita)
- 1987: These silver wings
- 1987: Bella Italia
- 1987: Teach me how to rock (met Judy Landers als "Rock Candy")
- 1987: Hurricane man (met Judy Landers als "Rock Candy") (producer Drafi Deutscher)
- 1988: Silverbird
- 1988: Never wanna dance
- 1989: Gone with the wind
- 1989: Sun of Jamaica
- 1990: Shine a light
- 1990: Shadows of love
- 1991: Santa Maria Goodbye
- 1991: Monte Carlo
- 1997: Heute habe ich an Dich gedacht (met Bernhard Brink) (D #100)
- 2004: Weil wir alle die gleiche Sonne sehen (met Sohn Daniel)
- 2005: Sommernacht am Lago Maggiore
- 2006: In Deinen Augen lag Dolce Vita
- 2007: Sommertraum